# Patrick Loertscher
Patrick Loertscher (* 16. September 1964 in Bern) ist ein Schweizer Landschaftsfotograf.

## Leben
Patrick Loertscher besuchte von 1972 bis 1982 die Rudolf-Steiner-Schule in Bern und absolvierte danach bis 1986 eine Ausbildung als Fotolithograf an der Kunstgewerbeschule Bern. Seit 1989 arbeitet er als Fotograf.
Patrick Loertscher gründete 1995 seinen eigenen Verlag, in dem vor allem Fotokunstkalender verlegt werden. 2005 eröffnete er in Heiden seine «Wilderness Gallery» mit grossformatigen Landschaftsfotografien aus allen fünf Erdteilen.
2015 wurde er von der «Federation of European Professional Photographers» als erster Schweizer Landschaftsfotograf mit dem Titel «Master of Photography» ausgezeichnet.

## Werke
- Natur Australien. Die 50 schönsten Nationalparks. Styria, Graz/Wien/Köln 1997, ISBN 3-222-12536-8.
- Natur Europa. Die 40 schönsten Nationalparks und Naturschutzgebiete. Styria, Graz/Wien/Köln 1999, ISBN 3-222-12734-4.
- Natur Neuseeland. Die schönsten Nationalparks und Naturschutzgebiete. Styria, Graz/Wien/Köln 2000, ISBN 3-222-12802-2.
- Swiss Vision. Mit einem Vorwort von Adolf Ogi. Patrick Loertscher Verlag, Heiden 2012, ISBN 978-3-905987-12-6.
- Zauberhafte Schweiz. Asana Mara, Rheineck 2013, ISBN 978-3-9524177-0-6 (erschien auch auf Englisch, Französisch, Italienisch, Japanisch und Chinesisch).
- Reise mit dem Licht. Patrick Loertscher Verlag, Heiden 2015, ISBN 978-3-905987-31-7 (erschien auf Deutsch und Englisch).
- Swiss Vision. Neuauflage, Patrick Loertscher Verlag, Heiden 2017, ISBN 978-3-905987-12-6.